# 田中文雄 (ゴルファー)
田中 文雄（たなか ふみお、1945年10月23日 - ）は神奈川県出身のプロゴルファー。

## 来歴
横浜市立新田中学校卒業。
10代で野球の投手として活躍したが、肩を壊して野球生活に終止符を打ち、ゴルフを始める 。
程ヶ谷カントリー倶楽部で小野光一を師匠とし、持ち合わせていたセンスに小野の厳しい指導が加わり、1969年にプロテストに合格 。
1971年の日本プロでは尾崎将司・杉本英世・内田繁・関水利晃・島田幸作に次ぐと同時に青木功・河野高明・陳健忠（ 中華民国）を抑え、草壁政治と並んでの6位タイに入った。
青木・新井規矩雄・鷹巣南雄・金井清一らと共に「七人の侍」の一人に数えられ、特に青木とは仲間うちであった。
試合中に自分の思い通りのゴルフができなくなると、自分に対して腹を立って顔がすぐ赤くなり、その姿を見た周囲から「赤鬼」と呼ばれるようになった。歯に衣着せぬ物言いの豪放磊落な性格と飛ばしの魅力、歯切れの良いプレーで人気者の一人となった 。
1973年には日本のプロ競技で初めて行われたチャリティートーナメント「ソニーチャリティークラシック」に出場し、3日目に2イーグル、6バーディ、1ボギーの63でコースレコードを出し、3日間通算12アンダー204で前日22位から一気に単独首位に進出。最終日も32.5度と炎天下の苦しい中、好調なゴルフで5バーディ、3ボギーの2アンダー70で回り、4日間通算14アンダーの274でプロ入り初タイトルと賞金350万円を獲得。アメリカPGAツアーの強豪であるレイモンド・フロイド、ミラー・バーバーや青木・杉原輝雄らを抑えて堂々のプロ初優勝 を飾ったが、それまではプロ仲間から「おっちょこちょいの田中」と呼ばれるほどいつも荒っぽいゴルフで浮き沈みが激しかった。大会前に中村寅吉から「プレー中はペチャクチャ喋らず、仲間に口聞くな」と注意されたことで精神が集中してパットがよく決まり、2日目に安定したゴルフを見せ、 3日目は63のコースレコードを出し、最終日も乱れなかった。最終ホールでの1mバーディパットを沈めて優勝を決めた瞬間、応援に来ていた父と姉は「嬉しいです」と啼いた。
その後の活躍も大いに期待されたが、同年の日本プロで右足の親指付け根関節を複雑骨折する。皮肉にも当時売出し中の尾崎将をも凌駕する、飛距離を生み出す強烈な右足の蹴りがもたらした骨折で、チャンスを逸した。
1973年には関東オープンで初日を佐藤精一・草柳良夫・新井・村上隆と並んでの6位タイでスタートし、2日目には草柳と共に尾崎将と並んでの2位タイに浮上。3日目には深いラフと多いバンカーで上位陣が乱れて混戦模様となった中を抜け出し、陳清波（中華民国）と共に通算5アンダー211で首位タイに並ぶ。最終日には上位陣が総崩れで激しい優勝争いから栗原孝・草柳と通算4アンダー284で並び、三つ巴のプレーオフ では、最初の9番で栗原の10mのロングパットを決める好調な出足に押され、草柳と共にボギーと躓く。田中が続く2番目の1番で第三打をグリーンを越す林の中へ突っ込み、トリプルボギーとして優勝争いから脱落するし、栗原の2位タイに終わる。
1974年の関東プロでは青木・杉本・陳清・安田春雄に次ぐ5位に入り、1976年の東北クラシックでは2日目には霧雨の降る悪コンディションの中で69をマークし、呂良煥（中華民国）・橘田規・中嶋常幸と並んでの7位タイに浮上。3日目には7バーディー、1ボギーの6アンダー66と、この日ベストスコアをマークし、通算10アンダー206で首位に立った。最終日には前日7位の安田と1アンダー277で首位に並び、 サドンデスによるプレーオフとなり、1番ホールで安田に振り切られて2位  に終わった。1977年の日本プロマッチプレーでは準々決勝まで駒を進めた。
1980年のかながわオープンでは初日に岩下吉久に次ぐと同時に泉川ピート・森憲二を抑え、矢部昭と並んでの2位タイ、最終日には矢部とプレーオフの末に2位であった。
1987年の関東プロでは尾崎直道・湯原信光・高橋勝成に次ぐと同時に芹澤信雄・小林富士夫と並んでの5位タイ、1988年にはハワイパールオープンで小泉清一と並んでの5位タイに入った。
1989年と1993年には道東オープンで優勝し、1993年のキャスコ岡山オープンでは十亀賢二と並んでの7位タイ、1995年の北海道オープンでは3位タイに入った。
その後はアマチュアに分かりやすい理論と練習法で定評がある独特のスパルタレッスンで生計を立て、1996年からはシニアツアー入り 。同年からシニア競技51試合に出場し、予選落ちは同年の日本シニアオープンの1回だけで、1997年から45試合連続予選落ちゼロの記録を続ける。シニア2年目の1997年にはレギュラーの北海道オープンで、高見和宏ら4人のプレーオフを6ホール目に制してプロ2勝目を飾った。
1998年には北海道プロ選手権を制し、1999年の全日空オープンを最後にレギュラーツアー、西野カップオープンを最後にチャレンジツアーから引退。
2013年の関東プロゴールドシニアでは初日首位で、最終日もイーブンパーで回り、この日のベストスコアとなる70をマークした菊地勝司・沼澤聖一・小林に4打差を付けたほか、70ストロークでエージシュートを達成した72歳の謝敏男（中華民国）を抑えてシニア初優勝を飾る。大会前には心臓の調子が悪さから出場も微妙であったが、医師と相談して、カートに乗れることから出場を決めた。
プロゴルファーとして活躍する一方で、芝の種類や育成方法、土地の造成方法などを独学で学び、60歳になってからは、コース改造のほか、プロゴルファーとしての知識を活かしたゴルフ場経営に携わる。
現在はゴルレボグループで4コースの管理やスタッフ教育等の業務を担当する傍ら、一般社団法人国際ゴルフインストラクター協会会長を務め、一般社団法人日本エイジシュートチャレンジ協会の活動も勢力的に行っている。

## 主な優勝
レギュラー
- 1973年 - ソニーチャリティークラシック
- 1989年 - 道東オープン
- 1993年 - 道東オープン
- 1997年 - 北海道オープン
- 1998年 - 北海道プロ

シニア
- 2013年 - 関東プロゴールドシニア